# Бібліотеки-пересувки
Бібліоте́ки-пересу́вки — архаїчний радянський термін, означає комплекти книг, що передаються стаціонарними бібліотеками у тимчасове користування тракторним бригадам, тваринницьким фермам, невеликим підприємствам, установам, артілям, домоуправлінням тощо для обслуговування населення за місцем роботи або за місцем проживання. 
Книги обмінюються стаціонарною бібліотекою в міру їх використання. Видає читачам книги і організує пропаганду літератури в порядку громадського доручення завідувач з числа читачів-активістів. Державні масові бібліотеки України в 1958 через 37 948 бібліотек-пересувок обслужили 1 449 800 читачів і видали їм за рік 17 732 400 книг.